# Radisne, Mîhailivka
Radisne (în ucraineană Радісне) este un sat în comuna Plodorodne din raionul Mîhailivka, regiunea Zaporijjea, Ucraina.

## Demografie
Componența lingvistică a localității Radisne
     Rusă (87,67%)
     Ucraineană (11,87%)
     Alte limbi (0,46%)
Conform recensământului din 2001, majoritatea populației localității Radisne era vorbitoare de rusă (87,67%), existând în minoritate și vorbitori de ucraineană (11,87%).